# 94式水際地雷敷設装置

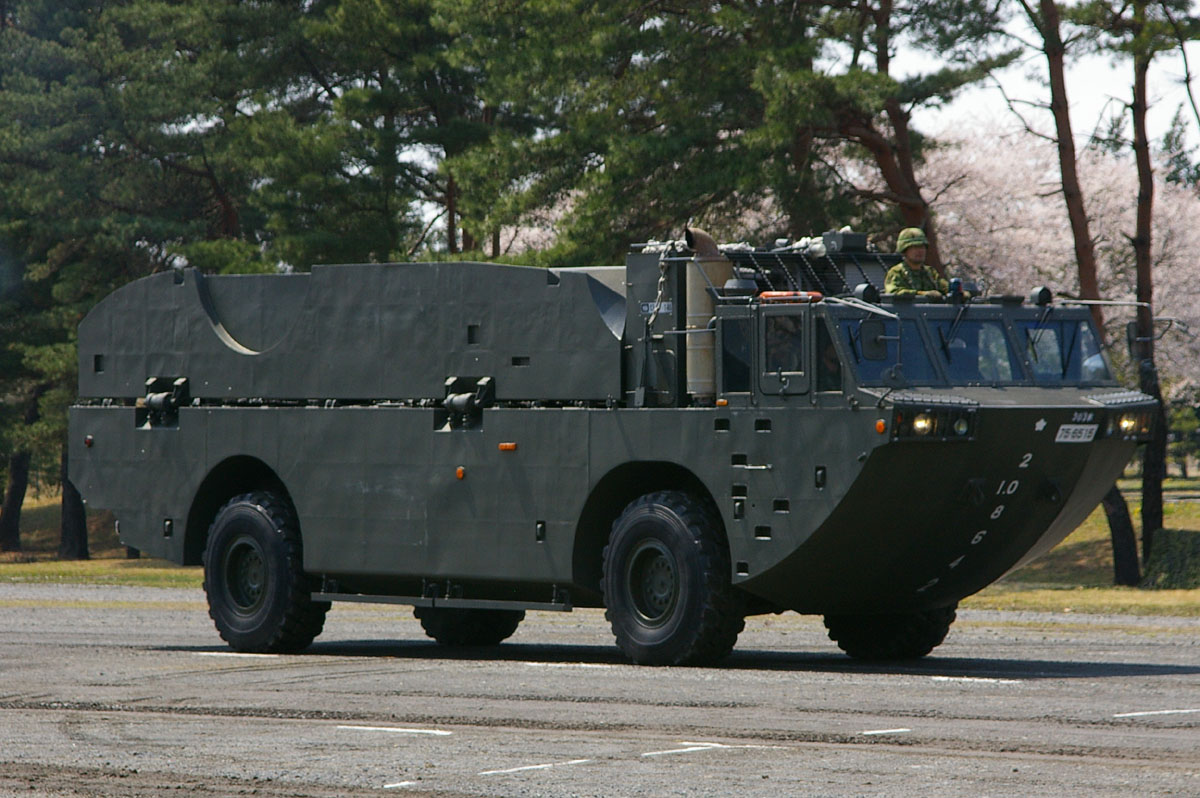
94式水際地雷敷設装置（陸上形態）

94式水際地雷敷設装置（きゅうよんしきすいさいじらいふせつそうち）は、陸上自衛隊が保有している水際地雷（機雷）の敷設装置である。

## 概要
陸上自衛隊は、敵の着上陸侵攻阻止を防衛ドクトリンの骨子の一つとしており、それに対応して、海岸線の水際に上陸部隊阻止用の地雷原を迅速に構築するために開発された。開発は防衛庁技術研究本部において1987年（昭和62年）度から水際地雷、1989年（平成元年）度から敷設装置の部内研究が開始され、1994年（平成6年）度に制式採用された。
2011年（平成23年）の東日本大震災においては敷設装置を取り外した水陸両用車の荷台にダイバーを乗せ、福島県相馬市の相馬港周辺沿岸における行方不明者の捜索に使用された。

## 調達と配備
調達価格は約5億円。2005年（平成17年）度で調達は終了している。

### 配備部隊・機関
東部方面隊を除く施設団隷下に直轄または、施設群の隷下および施設教導隊隷下に配備されている。
- 北部方面隊：第3施設団
  - 第302水際障害中隊（幌別駐屯地）：第13施設群
- 東北方面隊：第2施設団
  - 第301水際障害中隊（船岡駐屯地）：第10施設群
- 中部方面隊中部方面隊：第4施設団
  - 第304水際障害中隊（和歌山駐屯地）
- 西部方面隊：第5施設団
  - 第303水際障害中隊（小郡駐屯地）
- 防衛大臣直轄部隊：施設学校
  - 水際障害中隊（勝田駐屯地）：施設教導隊

## 構成
敷設装置と装置を搭載する水陸両用車により構成される。敷設装置を搭載する車両は水陸両用車で艇体構造をしており、陸上走行のみならず、水上航走も可能である。陸上走行時は、車幅制限により、側面フロートを車体上に折りたたんでいるが、水上航走時は航行灯などの機器を装備し、車体側面にフロートを展開、車体後下部のプロペラ2基を用いて最高6ノットで移動する。導入当初、法的には運転に際し、車両操縦免許の他、小型船舶操縦士免許も必要としている（詳細は後述）。フロート展開により、荷台部が確保され、そこに水際地雷および敷設用機器をセット、車体後部より水際地雷を投下する。投下軌条は上下2段4条の計8条あり、毎時72個が敷設される。位置計測には、電波航法を用いており、2001年（平成13年）からは測定装置をGPSに置き換えた94式水際地雷敷設装置（B）が調達されている。
敷設するものは94式水際地雷である。地雷との名称が付けられているものの、浅海に敷設することから正確には対上陸用舟艇用の機雷である。係留式と沈底式の2種類があり、沈底式の1型は直径0.45m、重量40kgで円盤型、係留式の2型は全長0.65m・重量45kgの円柱型である。敷設間隔は30m以上離すこととされ、また、2型は水深3m以深のエリアに敷設される。振動および磁気信管であり、感度や作動までの感知回数が設定可能のほか、一定時間経過後は無力化がなされる。
このほか、94式水際地雷ヘリコプター用敷設装置も調達されており、空中から水際地雷の敷設も可能である。
また、水陸両用車の陸上から水中への入水時、また水上から陸上へ上陸する際に砂浜を通過する時に、車輪が砂に埋まって行動不能になることを防ぐため、軽金属製の道路マットが用意されており、装備部隊には道路マットの運搬・敷設装置を搭載した3 1/2tトラックが配備されている。
なお、2017年（平成29年）の自衛隊法改正にて、「船舶法などの適用除外」を定めた第109条・第110条が改正された。これによると陸上自衛隊の使用する船舶（水陸両用車両を含む）が「船舶法」・「小型船舶の登録等に関する法律」の対象外となり、当装置およびAAV7を含む水陸両用車両が船舶でなく車両として扱われるようになった。またこれに乗船して操縦に従事する隊員が「船舶職員及び小型船舶操縦者法」の対象外となり、操縦の際の船舶免許が不要となった。

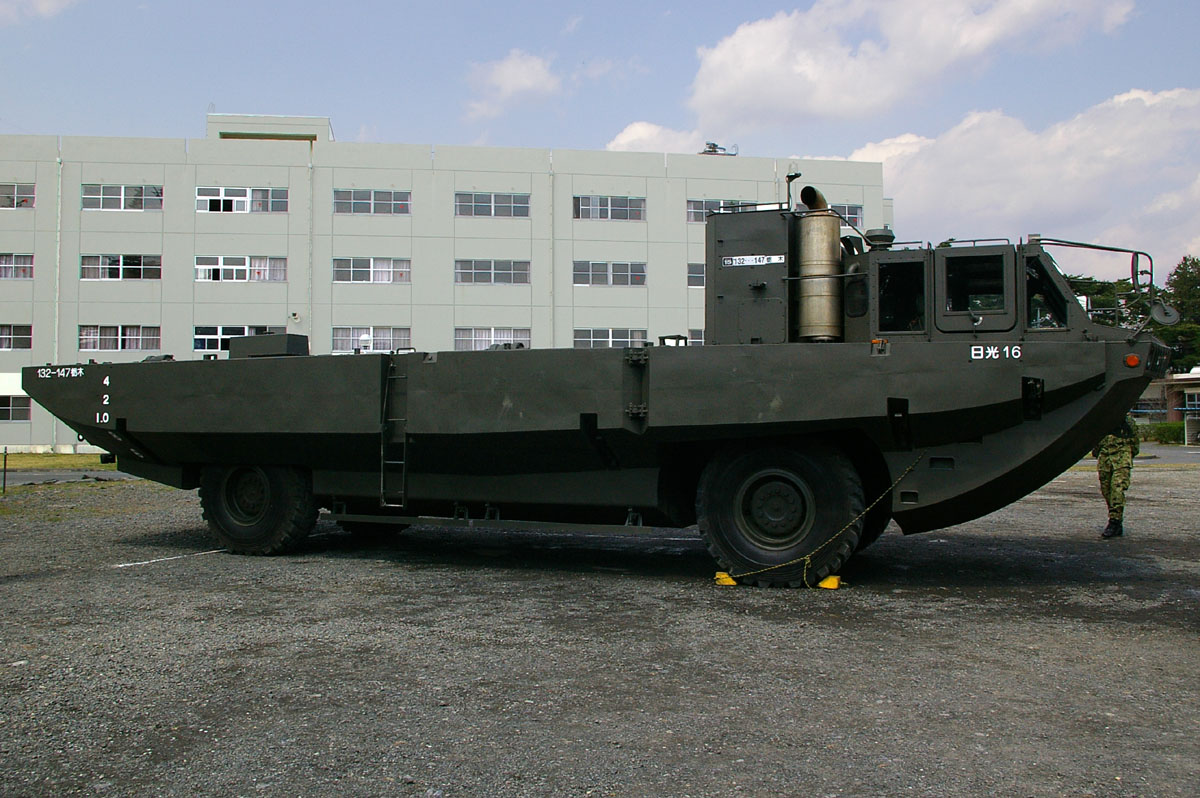
水上航行状態 敷設装置および水際地雷を搭載していない状態
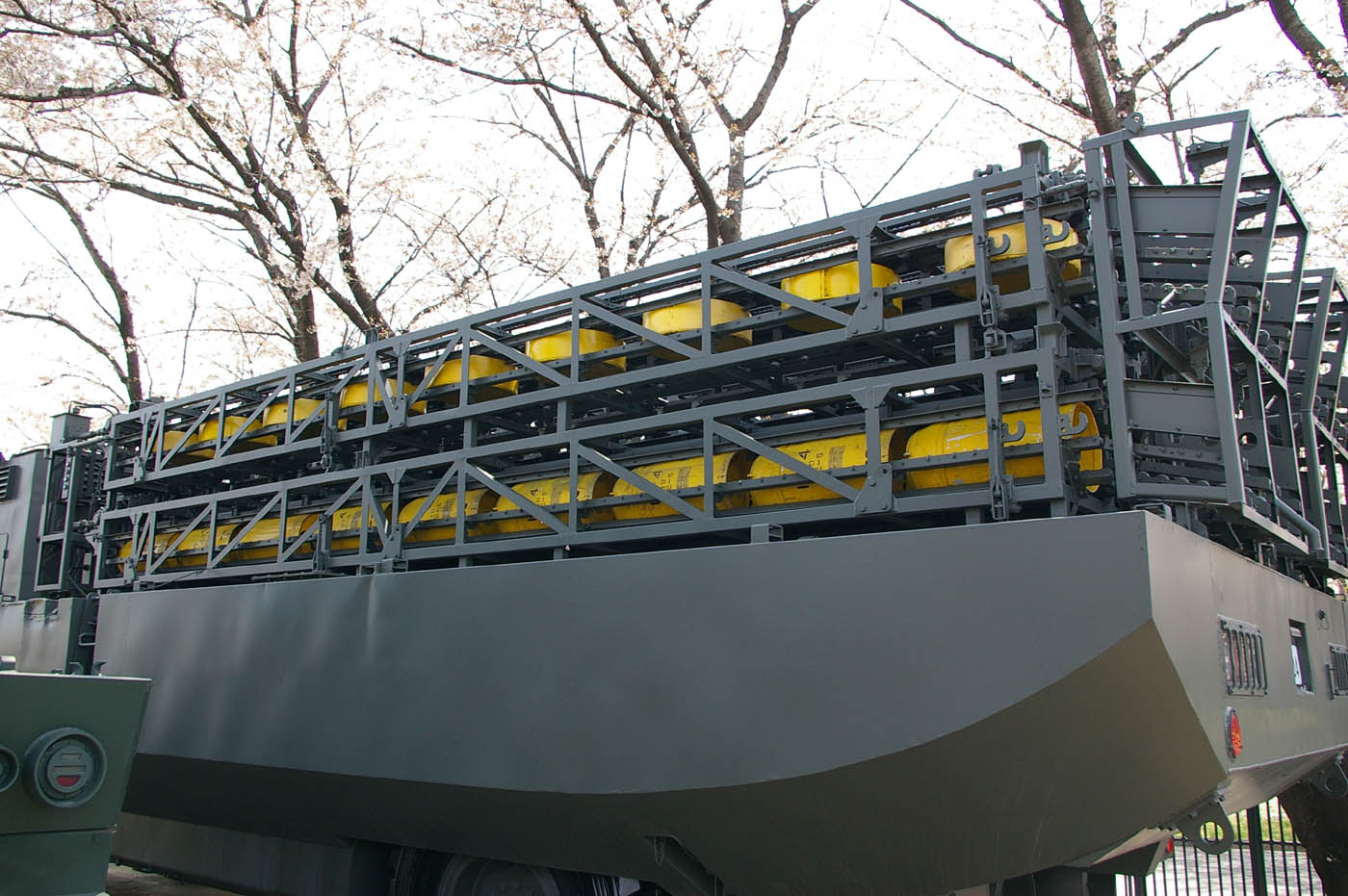
積載された水際地雷。上部棚の黄色い円盤が水際地雷1型（沈底式）、下棚の黄色い円柱が水際地雷2型（係留式）
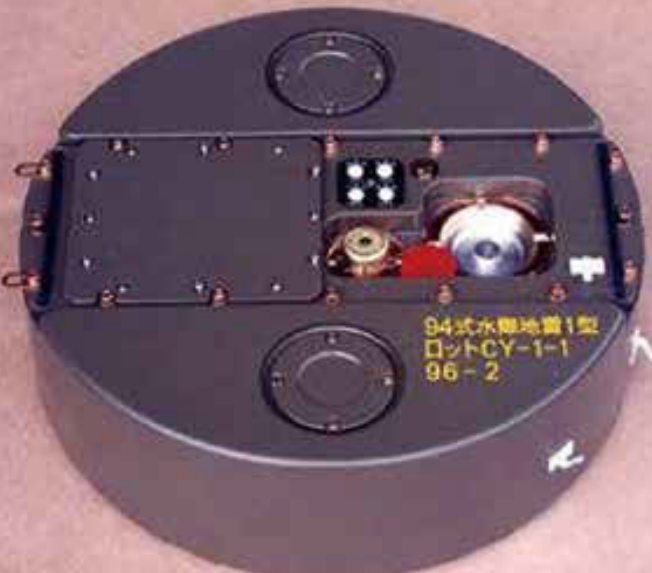
水際地雷1型（沈底式）
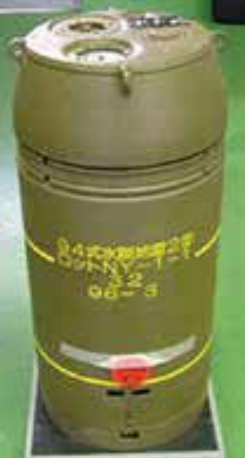
水際地雷2型（係留式）
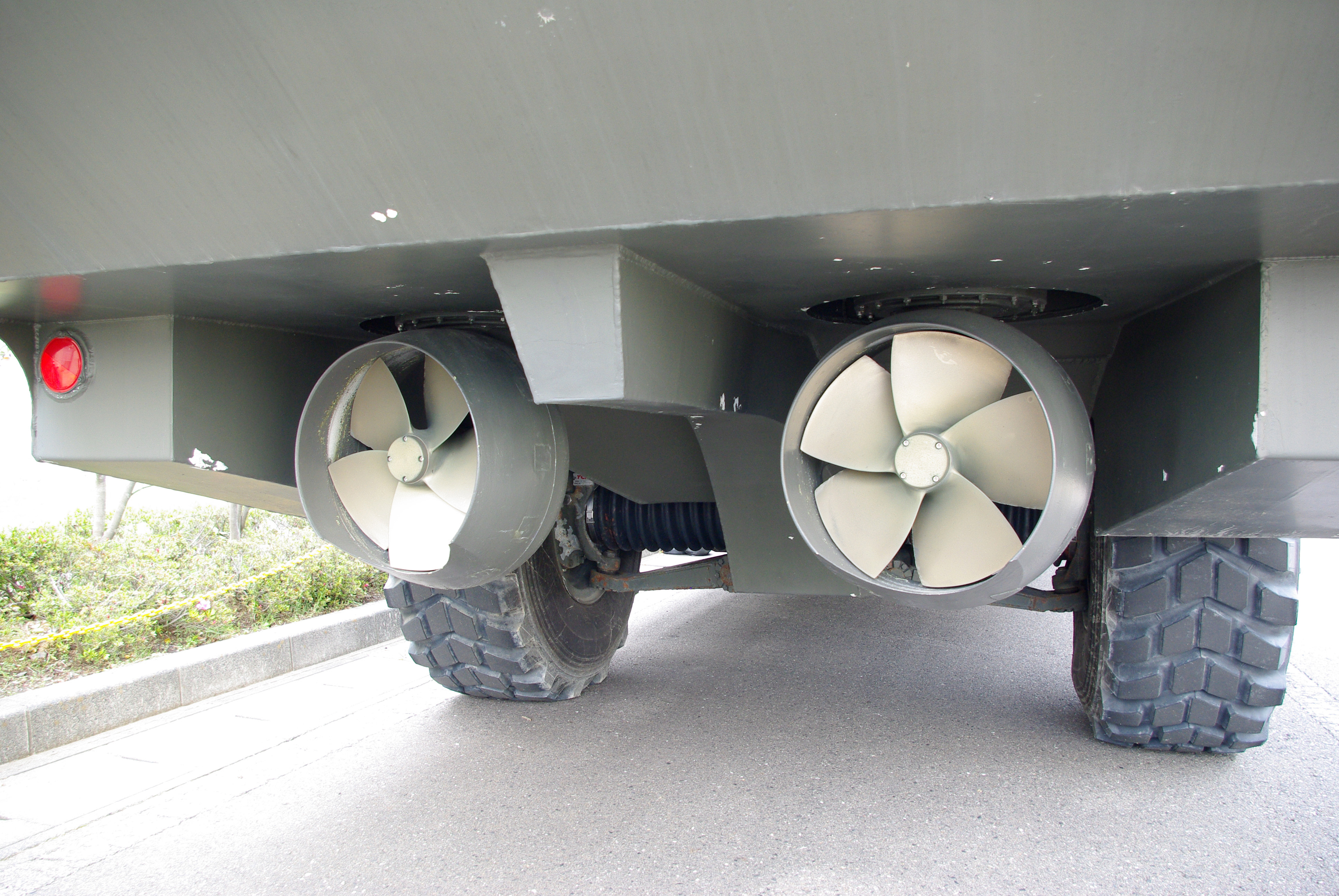
水陸両用車後部下面の水上航行用プロペラ
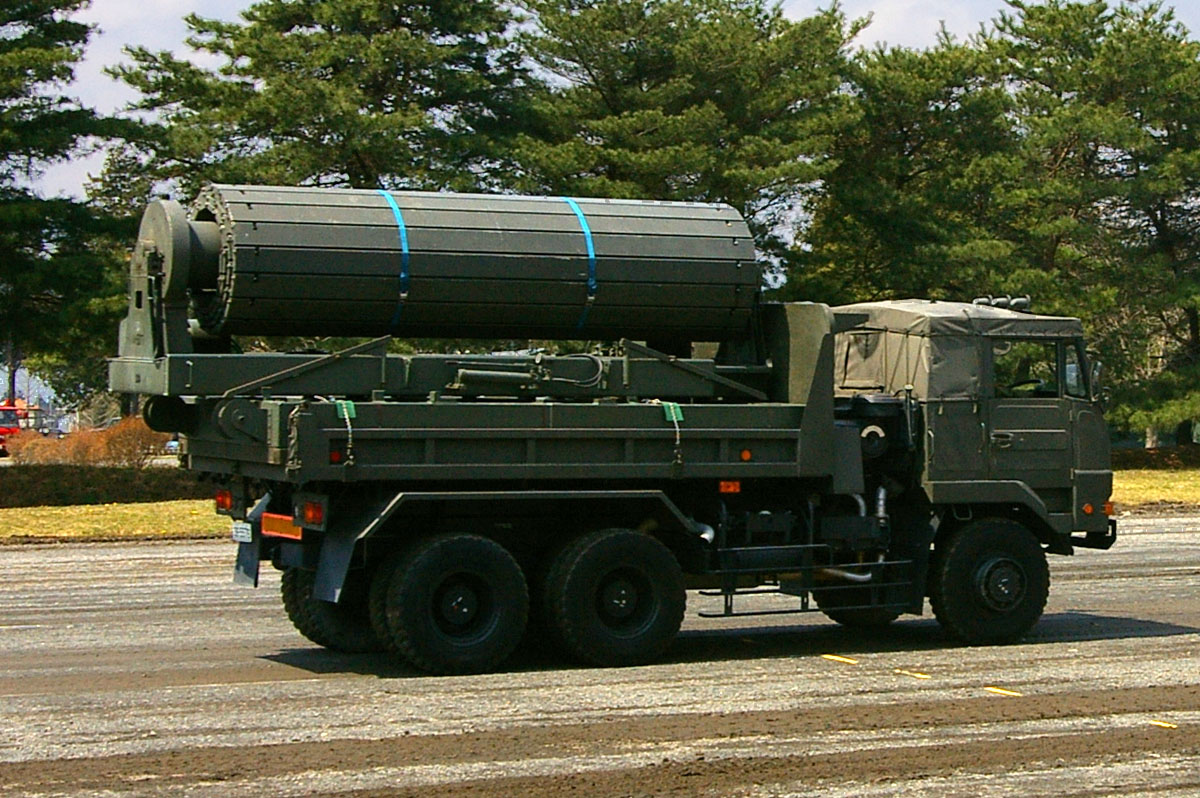
道路マットとその運搬・敷設装置を搭載した3 1/2tトラック

## 諸元・性能
出典
- 全長：11,800mm
- 全幅：2,800mm（陸上姿勢）、4,000mm（水上姿勢）
- 全高：3,500mm
- 重量：16,000kg（空車）
- 乗員:3名
- 最高速度:50km/h（陸上走行時）、11km/h〔6kt〕（水中プロペラ推進時）
- 機関：水冷6気筒ディーゼルエンジン[7]
- 最大出力:239kW/2,800rpm

## 製作
- 日立造船（現・JMUディフェンスシステムズ株式会社）